# Виртуальный коллектив
Виртуа́льный коллекти́в (англ. Virtual team) — это географически-распределенная группа сотрудников, работающих над одним проектом или в одной компании. Появление виртуальных коллективов стало возможным благодаря развитию интернет-технологий для коммуникаций и совместной работы. Первыми и наиболее известными проектами, использующими виртуальные коллективы, стали проекты разработки программного обеспечения с открытым кодом.
Виртуальный коллектив является альтернативой традиционной форме организации бизнеса, для которой характерно наличие физического офиса компании. Однако, на практике более распространенной является смешанная модель, в которой компания, имеющая физический офис, использует для решения большинства задач удаленных работников, аутсорсинг или фриланс.
Преимущества виртуальных коллективов:
- экономия на аренде офисных помещений
- экономия на оборудовании и другой офисной инфраструктуре
- возможность оптимизации числа сотрудников, формально работающих в компании
- более широкий выбор исполнителей, не зависимо от их географического положения
- экономия времени на поездках в офис и из офиса
- более удобный режим работы для удаленных работников

Проблемы виртуальных коллективов:
- отсутствие доверия между участниками виртуального коллектива
- недостаток самоорганизации удаленных работников
- невозможность контроля реальных трудозатрат на выполнение задач
- недостаток мотивации и командного духа
- неумение сотрудников пользоваться инструментами для общения и совместной работы через интернет

Инструментарий виртуальных коллективов:
- онлайн-системы управления задачами и проектами
- онлайн-файлохранилища, Вики
- средства связи: мессенджеры, видеоконференции
- электронная почта
- системы для проведения веб-конференций

Основные сферы, использующие виртуальные коллективы:
- разработка программного обеспечения
- разработка сайтов, веб-приложений
- интернет-маркетинг
- разработка любых новых продуктов
- организация мероприятий
- средства массовой информации
- дистрибуторские организации
- страховые компании